# Установление девственности
Установление девственности — определение того, занималась ли женщина вагинальным сексом, на основе состояния её девственной плевы (гимена, лат. hymen). Основывается на ложном допущении, что после вагинального секса внешний вид или внутреннее состояние её гениталий предсказуемо меняется. Однако нельзя точно определить наличие девственности при помощи гимена. Считается неэтичной процедурой. ВОЗ в 2018 году призвал искоренить проверки девственности, назвав его болезненной процедурой, базирующейся на дискриминации женщин.
Девственность женщины пытаются установить в различных обстоятельствах: перед браком в культурах, где для женщины важно не заниматься вагинальным сексом до него; перед устройством на работу, где женщинам предписывается не иметь опыта вагинальных сношений; в судебной системе для определения факта изнасилования или растления, а также как мерило нравственности женщины в тех культурах, где вагинальный секс считается порочащим.
В Бангладеш, Индии и Пакистане практиковалось определение девственности жертв изнасилования вводом двух пальцев во влагалище, но в 2010-х годах эта процедура там была законодательно запрещена.